# Doulezon
Doulezon est une commune du Sud-Ouest de la France, située dans le département de la Gironde, en région Nouvelle-Aquitaine.

## Géographie

### Localisation
Située à environ 5 km à vol d'oiseau au sud (rive gauche) de la Dordogne, entre Pujols et Pessac-sur-Dordogne, la commune de Doulezon se trouve à 52 km à l'est de Bordeaux, chef-lieu du département, à 22,8 km au sud-est de Libourne, chef-lieu d'arrondissement, et à 3,5 km au sud-est de Pujols, chef-lieu de canton.

### Communes limitrophes
Les communes limitrophes en sont Mouliets-et-Villemartin au nord sur un peu plus de 500 mètres, Sainte-Radegonde au nord-est, Pellegrue à l'est, en quadripoint (point de la surface de la Terre qui touche quatre régions distinctes), Saint-Antoine-du-Queyret au sud-est, Ruch au sud-ouest et Pujols à l'ouest.
|        | Mouliets-et-Villemartin | Sainte-Radegonde                          |
| Pujols | Doulezon                | {\displaystyle +} (quadripoint) Pellegrue |
| Ruch   |                         | Saint-Antoine-du-Queyret                  |

Le quadripoint où se rejoignent les communes de Doulezon, Sainte-Radegonde, Saint-Antoine-du-Queyret et Pellegrue  se trouve au cœur d'une forêt.

### Hydrographie
Les cours d'eau notables arrosant le territoire communal sont, d'une part, au sud, l'Escouach, né dans la commune voisine de Saint-Antoine-du-Queyret, qui fait office de limite entre les communes de Doulezon et de Ruch, puis continue vers l'ouest vers Pujols, Saint-Pey-de-Castets et Civrac-sur-Dordogne où il se jette dans la Dordogne et d'autre part, au nord, son affluent, le Romédol qui naît en limite des communes de Doulezon et de Sainte-Radegonde, fait office de limite entre ces deux communes, traverse la pointe nord du territoire communal et continue vers l'ouest, entre Pujols et Mouliets-et-Villemartin, jusqu'à rejoindre l'Escouach sur la commune de Saint-Pey-de-Castets.

### Climat
Pour des articles plus généraux, voir Climat de la Nouvelle-Aquitaine et Climat de la Gironde.
Historiquement, la commune est exposée à un climat océanique aquitain.  
En 2020, Météo-France publie une typologie des climats de la France métropolitaine dans laquelle la commune est exposée à un climat océanique et est dans la région climatique  Aquitaine, Gascogne, caractérisée par une pluviométrie abondante au printemps, modérée en automne, un faible ensoleillement au printemps, un été chaud (19,5 °C), des vents faibles, des brouillards fréquents en automne et en hiver et des orages fréquents en été (15 à 20 jours).
Pour la période 1971-2000, la température annuelle moyenne est de 13,1 °C, avec une amplitude thermique annuelle de 15,1 °C. Le cumul annuel moyen de précipitations est de 827 mm, avec 9,9 jours de précipitations en janvier et 6,6 jours en juillet. Pour la période 1991-2020, la température moyenne annuelle observée sur la station météorologique la plus proche, située sur la commune de Talence à 13 km à vol d'oiseau, est de 14,3 °C et le cumul annuel moyen de précipitations est de 884,0 mm,. Pour l'avenir, les paramètres climatiques de la commune estimés pour 2050 selon différents scénarios d’émission de gaz à effet de serre sont consultables sur un site dédié publié par Météo-France en novembre 2022.

## Urbanisme

### Typologie
Au 1er janvier 2024, Doulezon est catégorisée commune rurale à habitat très dispersé, selon la nouvelle grille communale de densité à sept niveaux définie par l'Insee en 2022.
Elle est située hors unité urbaine et hors attraction des villes,.

### Occupation des sols

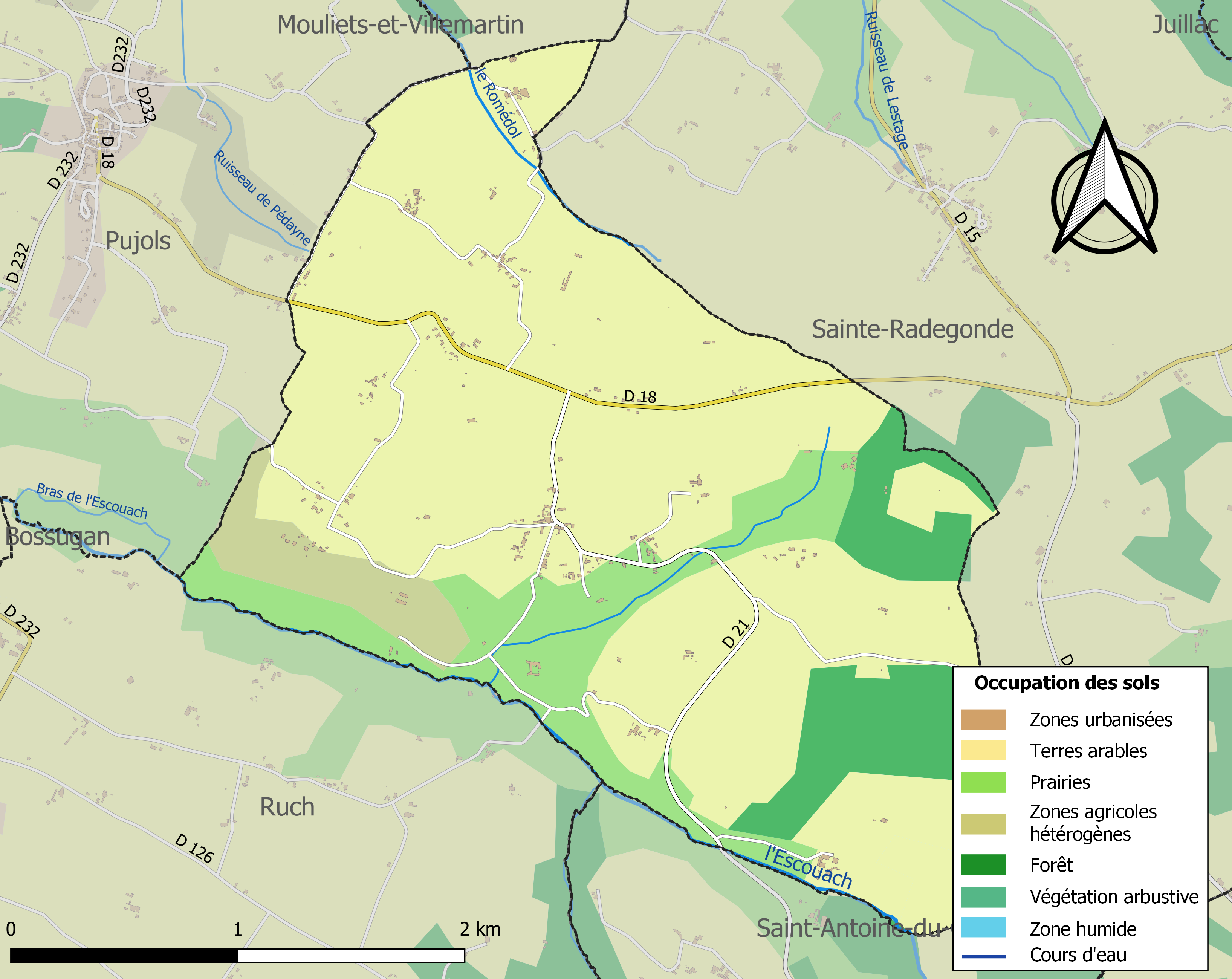
Carte des infrastructures et de l'occupation des sols de la commune en 2018 (CLC).

L'occupation des sols de la commune, telle qu'elle ressort de la base de données européenne d’occupation biophysique des sols Corine Land Cover (CLC), est marquée par l'importance des territoires agricoles (89,8 % en 2018), une proportion identique à celle de 1990 (89,8 %). La répartition détaillée en 2018 est la suivante : 
cultures permanentes (70,5 %), prairies (13 %), forêts (10,2 %), zones agricoles hétérogènes (4,3 %), terres arables (2 %). L'évolution de l’occupation des sols de la commune et de ses infrastructures peut être observée sur les différentes représentations cartographiques du territoire : la carte de Cassini (XVIIIe siècle), la carte d'état-major (1820-1866) et les cartes ou photos aériennes de l'IGN pour la période actuelle (1950 à aujourd'hui).

### Voies de communication et transports
La principale voie de communication routière est la route départementale D 18 qui passe à environ 500 mètres au nord du village et qui conduit vers l'ouest-nord-ouest à Pujols et au-delà, plus au nord, à Castillon-la-Bataille et vers le ouest-nord-ouest à Gensac et, plus au nord, à Pessac-sur-Dordogne ; le village est traversé par la route départementale D 21 qui mène à cette D 18 vers le nord et vers le sud à Saint-Antoine-du-Queyret.

L'accès, par la route, à la rive gauche de la Dordogne (département de la Dordogne) peut se faire soit au pont de Castillon-la-Bataille sur la route départementale D 17 distant de 8,5 km vers le nord-ouest, soit à celui de Pessac-sur-Dordogne sur la route départementale D 16 distant de 10 km vers le nord-est.

L'accès à l'autoroute A89 (Bordeaux-Lyon) le plus proche est celui de l'échangeur autoroutier avec la route nationale 89 qui se situe à 28 km vers le nord-ouest, tandis que l'accès no 11, dit de Coutras, est distant de 31 km vers le nord et l'accès no 12, dit de Montpon, est distant de 32 km vers le nord-est.

L'accès à l'autoroute A62 (Bordeaux-Toulouse) le plus proche est le no 4, dit de La Réole, distant de 36 km par la route vers le sud.
La gare SNCF la plus proche est celle, distante de 10 km vers le nord-nord-ouest, de Castillon-la-Bataille, sur la ligne Libourne - Sarlat du TER Nouvelle-Aquitaine.

### Risques majeurs
Le territoire de la commune de Doulezon est vulnérable à différents aléas naturels : météorologiques (tempête, orage, neige, grand froid, canicule ou sécheresse), inondations et séisme (sismicité très faible). Un site publié par le BRGM permet d'évaluer simplement et rapidement les risques d'un bien localisé soit par son adresse soit par le numéro de sa parcelle.
La commune a été reconnue en état de catastrophe naturelle au titre des dommages causés par les inondations et coulées de boue survenues en 1982, 1999, 2005 et 2009,.

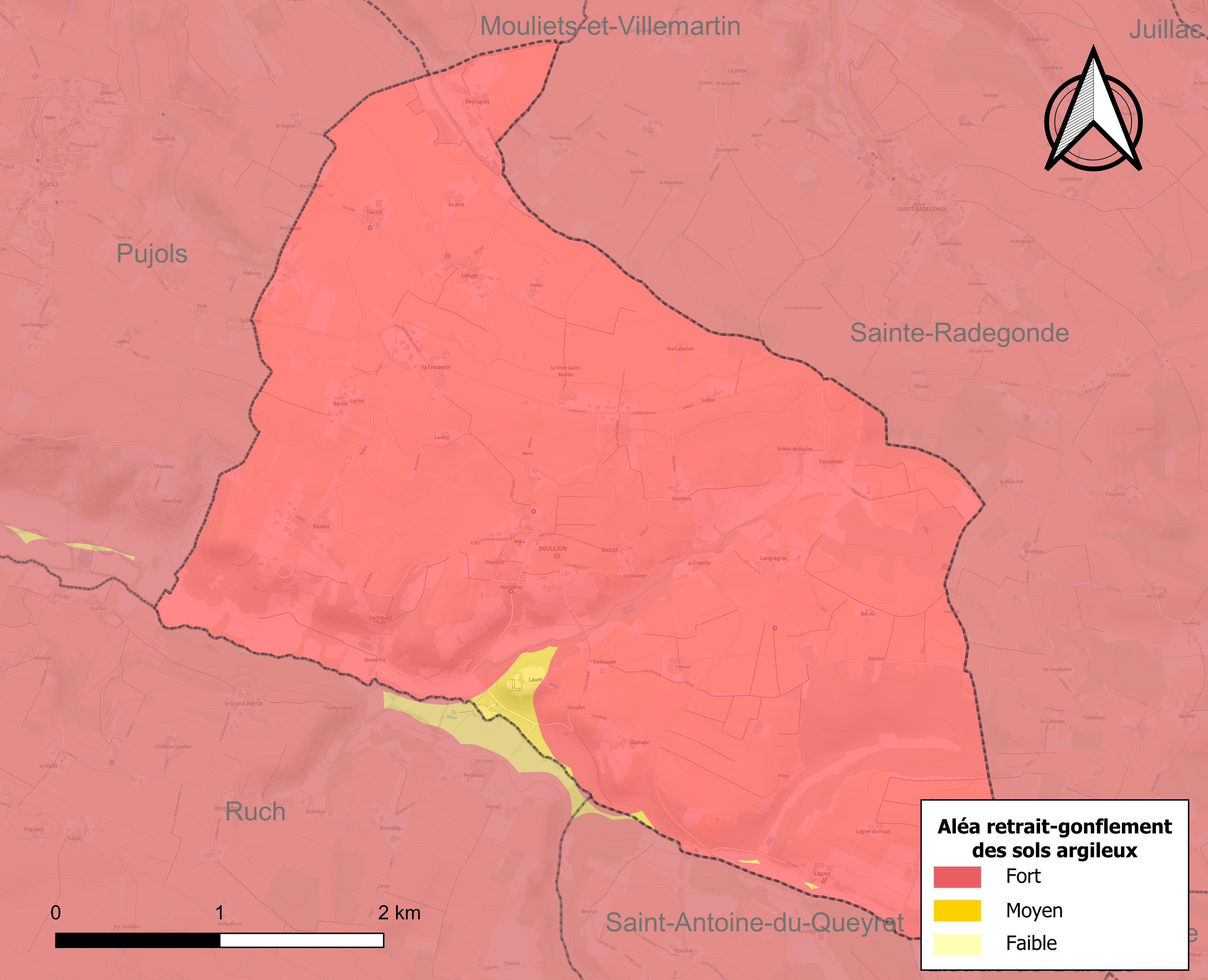
Carte des zones d'aléa retrait-gonflement des sols argileux de Doulezon.

Le retrait-gonflement des sols argileux est susceptible d'engendrer des dommages importants aux bâtiments en cas d’alternance de périodes de sécheresse et de pluie. La totalité de la commune est en aléa moyen ou fort (67,4 % au niveau départemental et 48,5 % au niveau national). Sur les 153 bâtiments dénombrés sur la commune en 2019, 153 sont en aléa moyen ou fort, soit 100 %, à comparer aux 84 % au niveau départemental et 54 % au niveau national. Une cartographie de l'exposition du territoire national au retrait gonflement des sols argileux est disponible sur le site du BRGM,.
Par ailleurs, afin de mieux appréhender le risque d’affaissement de terrain, l'inventaire national des cavités souterraines permet de localiser celles situées sur la commune.
Concernant les mouvements de terrains, la commune a été reconnue en état de catastrophe naturelle au titre des dommages causés par la sécheresse en 2005 et par des mouvements de terrain en 1999.

## Toponymie
Le nom de la commune de Doulezon provient sans doute du nom d’une villa gallo-romaine, la villa Dolatius, propriété de Dolus, ou peut-être du celtique dol qui signifie « eau ».
Le nom de la commune est Doleson en gascon.

## Histoire
Le site de Doulezon se révèle être, depuis toujours, non seulement propice à la culture puisque situé dans le bassin formé par l'Escouach et son affluent, le Romédol, mais encore un lieu d’habitation aisé à défendre. C'est durant la période gallo-romaine que le coteau se couvre de vignes et que la viticulture devient la principale activité du village qui va se développer rapidement.

De cette époque, Doulezon conserve une importante villa gallo-romaine qui s’étend sur près de trois hectares. Elle est mise au jour en 1972. Un hypocauste (chauffage par le sol), aujourd'hui recouvert, y est dégagé, attestant la présence de thermes.
Au Moyen Âge (VIe-XIIe siècles), Doulezon se dote d’une église dépendant de la grande abbaye de La Sauve-Majeure et la paroisse s’agrandissant peu à peu, elle devient un prieuré au XVe siècle.
À la Révolution, la paroisse Notre-Dame de Doulezon forme la commune de Doulezon.

## Politique et administration

### Liste des maires
| Période                                  | Période   | Identité           | Étiquette | Qualité  |
| ---------------------------------------- | --------- | ------------------ | --------- | -------- |
| mars 2008                                | mars 2014 | Annie Galineau     |           |          |
| mars 2014                                | En cours  | Christian Bourdier |           | Retraité |
| Les données manquantes sont à compléter. |           |                    |           |          |

### Jumelages
Aucun jumelage n'a existé, n'existe ou n'est prévu pour la commune.

## Population et société

### Démographie
Les habitants sont appelés les Doulezonnais.
L'évolution du nombre d'habitants est connue à travers les recensements de la population effectués dans la commune depuis 1793. Pour les communes de moins de 10 000 habitants, une enquête de recensement portant sur toute la population est réalisée tous les cinq ans, les populations de référence des années intermédiaires étant quant à elles estimées par interpolation ou extrapolation. Pour la commune, le premier recensement exhaustif entrant dans le cadre du nouveau dispositif a été réalisé en 2007.

En 2022, la commune comptait 278 habitants, en évolution de +6,51 % par rapport à 2016 (Gironde : +6,91 %, France hors Mayotte : +2,11 %).
| 1793 | 1800 | 1806 | 1821 | 1831 | 1836 | 1841 | 1846 | 1851 |
| ---- | ---- | ---- | ---- | ---- | ---- | ---- | ---- | ---- |
| 499  | 482  | 453  | 487  | 429  | 457  | 445  | 422  | 442  |

| 1856 | 1861 | 1866 | 1872 | 1876 | 1881 | 1886 | 1891 | 1896 |
| ---- | ---- | ---- | ---- | ---- | ---- | ---- | ---- | ---- |
| 409  | 377  | 325  | 330  | 355  | 332  | 310  | 306  | 361  |

| 1901 | 1906 | 1911 | 1921 | 1926 | 1931 | 1936 | 1946 | 1954 |
| ---- | ---- | ---- | ---- | ---- | ---- | ---- | ---- | ---- |
| 404  | 392  | 418  | 383  | 393  | 393  | 376  | 379  | 375  |

| 1962 | 1968 | 1975 | 1982 | 1990 | 1999 | 2006 | 2007 | 2012 |
| ---- | ---- | ---- | ---- | ---- | ---- | ---- | ---- | ---- |
| 314  | 327  | 225  | 183  | 212  | 230  | 246  | 248  | 262  |

| 2017 | 2022 | - | - | - | - | - | - | - |
| ---- | ---- | - | - | - | - | - | - | - |
| 265  | 278  | - | - | - | - | - | - | - |

### Enseignement
La commune, dépendant de l'académie de Bordeaux, héberge un seul établissement scolaire, une école maternelle qui accueille 24 élèves (année scolaire 2014-2015).
Le collège auquel la commune est rattachée est le collège Aliènor-d'Aquitaine de Castillon-la-Bataille.
Le lycée auquel la commune est rattachée est le lycée Élysée-Reclus de Sainte-Foy-la-Grande.

## Économie
L'activité principale des entreprises et des salariés de la commune relève du secteur primaire et essentiellement de l'agriculture, de la sylviculture et de la pêche.
|                                                              | Établissements actifs par secteur d'activité au 31 décembre 2011 | Établissements actifs par secteur d'activité au 31 décembre 2011 | Établissements actifs par secteur d'activité au 31 décembre 2011 | Établissements actifs par secteur d'activité au 31 décembre 2011 | Établissements actifs par secteur d'activité au 31 décembre 2011 |    | Postes salariés par secteur d'activité au 31 décembre 2011 | Postes salariés par secteur d'activité au 31 décembre 2011 | Postes salariés par secteur d'activité au 31 décembre 2011 | Postes salariés par secteur d'activité au 31 décembre 2011 |
| Secteur d'activité                                           | Nbre d'entreprises                                               | Pourcentage                                                      | 0 salarié                                                        | 1 à 9 salarié(s)                                                 | 10 à 19 salariés                                                 |    | Nbre salariés                                              | Pourcentage                                                | 1 à 9 salarié(s)                                           | 10 à 19 salariés                                           |
| ------------------------------------------------------------ | ---------------------------------------------------------------- | ---------------------------------------------------------------- | ---------------------------------------------------------------- | ---------------------------------------------------------------- | ---------------------------------------------------------------- | -- | ---------------------------------------------------------- | ---------------------------------------------------------- | ---------------------------------------------------------- | ---------------------------------------------------------- |
| Agriculture, sylviculture et pêche                           | 17                                                               | 54,8                                                             | 12                                                               | 4                                                                | 1                                                                |    | 19                                                         | 70,4                                                       | 9                                                          | 10                                                         |
| Industrie                                                    | 1                                                                | 3,2                                                              | 1                                                                | 0                                                                | 0                                                                | 0  | 0,0                                                        | 0                                                          | 0                                                          |                                                            |
| Construction                                                 | 6                                                                | 19,4                                                             | 5                                                                | 1                                                                | 0                                                                | 4  | 14,8                                                       | 4                                                          | 0                                                          |                                                            |
| Commerce, transports, services divers                        | 5                                                                | 16,1                                                             | 5                                                                | 0                                                                | 0                                                                | 0  | 0,0                                                        | 0                                                          | 0                                                          |                                                            |
| Administration publique, enseignement, santé, action sociale | 2                                                                | 6,5                                                              | 0                                                                | 2                                                                | 0                                                                | 4  | 14,8                                                       | 4                                                          | 0                                                          |                                                            |
| Totaux                                                       | 31                                                               | 100,0                                                            | 23                                                               | 7                                                                | 1                                                                | 27 | 100,0                                                      | 17                                                         | 10                                                         |                                                            |

## Lieux et monuments
- L'église Notre-Dame construite au XIe siècle puis agrandie et aménagée aux XIIe, XIIIe et XVIe siècles est inscrite au titre des monuments historiques depuis 2002[32].

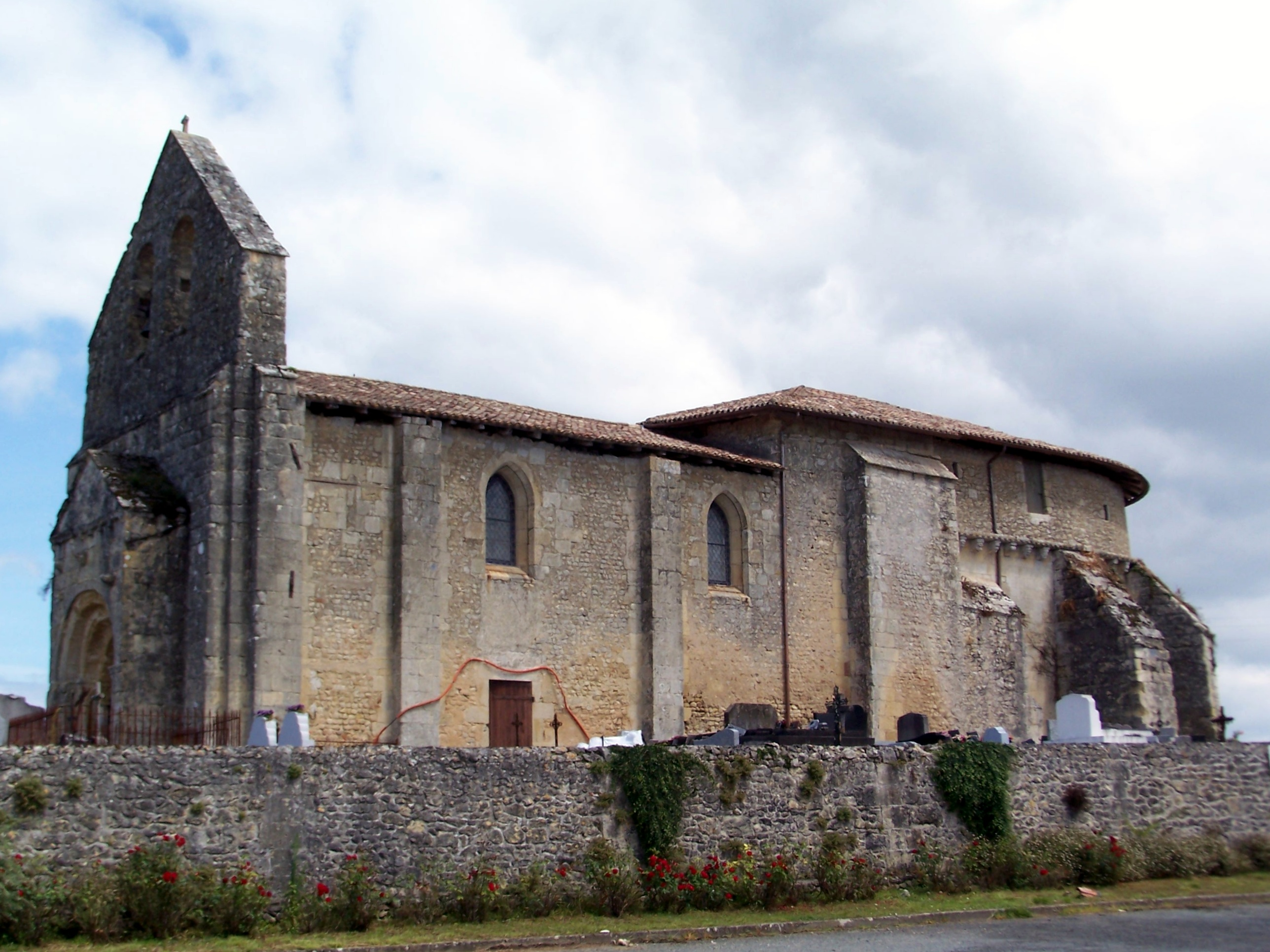
L'église Notre-Dame (juillet 2014).
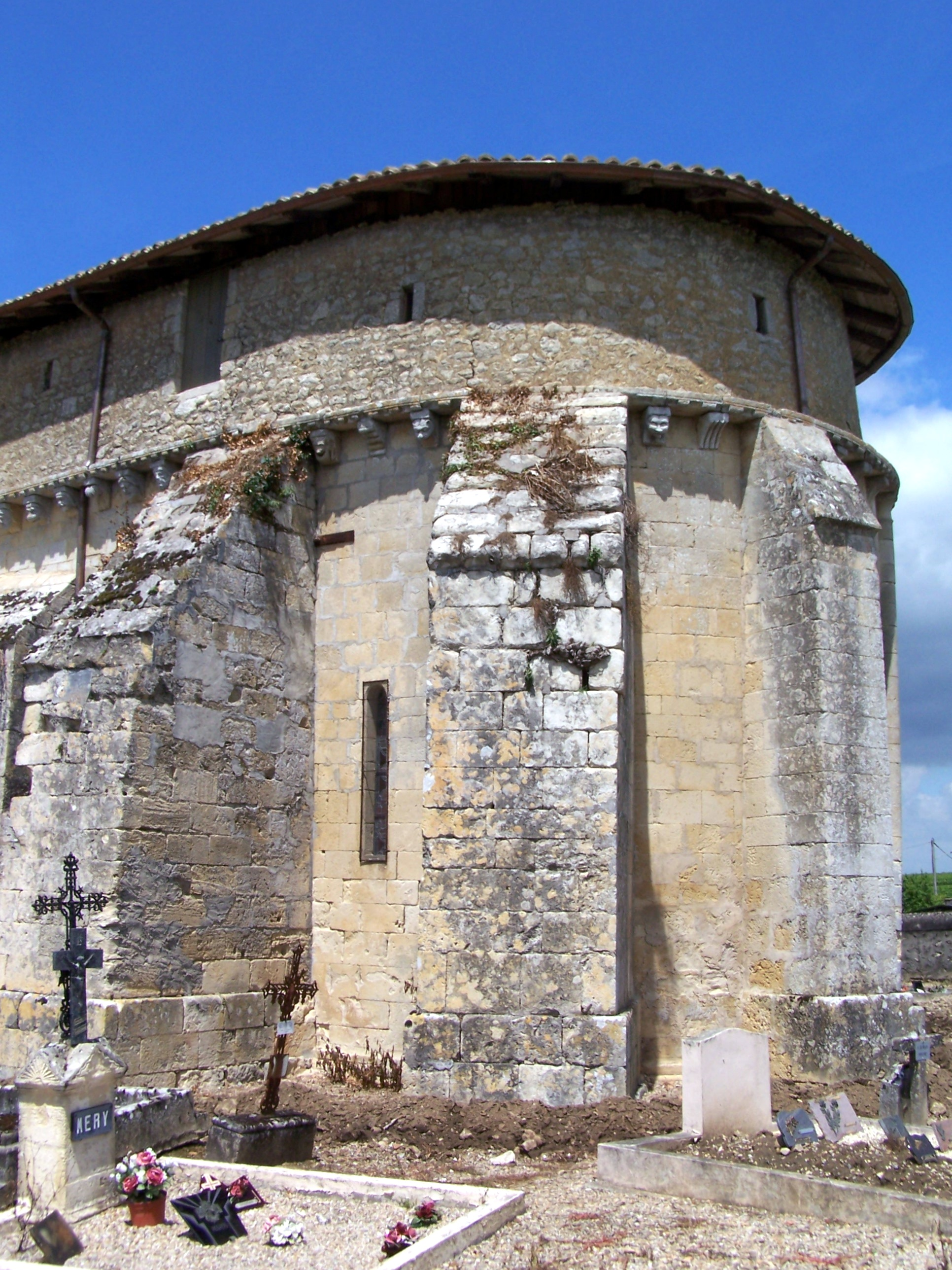
Le chevet de l'église (juillet 2014).
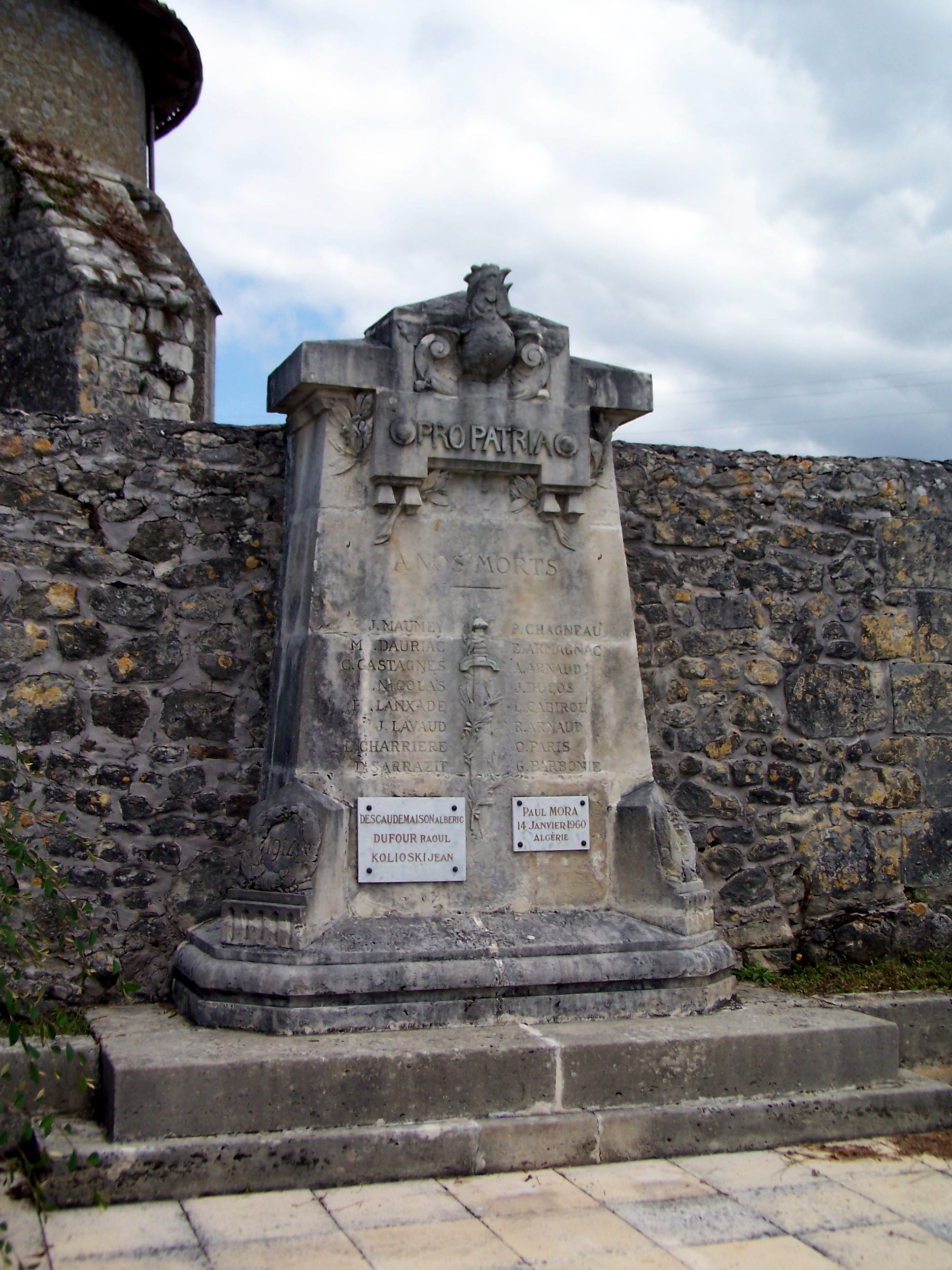
Le monument aux morts contre le mur de l'église (juillet 2014).

## Personnalités liées à la commune
- Eugène Connangle (1902-1990), résistant, est né à Doulezon.